# Annelies Verlinden
Annelies Verlinden (ur. 5 września 1978 w Merksem) – belgijska i flamandzka prawniczka oraz polityk, działaczka partii Chrześcijańscy Demokraci i Flamandowie, w latach 2020–2025 minister spraw wewnętrznych, od 2025 minister sprawiedliwości.

## Życiorys
W 2001 uzyskała magisterium z prawa na Université catholique de Louvain. W 2002 ukończyła studia podyplomowe z prawa europejskiego. Uzyskała uprawnienia adwokata, podejmując praktykę w tym zawodzie. Dołączyła do międzynarodowej firmy prawniczej DLA Piper, została partnerem zarządzającym jej belgijskiego oddziału.
Zaangażowała się w działalność polityczną w ramach ugrupowania Chrześcijańscy Demokraci i Flamandowie. Była wiceprzewodniczącą jego organizacji młodzieżowej. Sprawowała mandat radnej miejscowości Schoten. W październiku 2020 w nowym rządzie federalnym Alexandra De Croo objęła urząd ministra spraw wewnętrznych i reform instytucjonalnych. W 2024 została wybrana w skład Izby Reprezentantów. W lutym 2025 pozostała w składzie nowego rządu Barta De Wevera; została w nim ministrem sprawiedliwości, powierzono jej też odpowiedzialność za kwestie dotyczące Morza Północnego.